# Thaiföld gazdasága
Thaiföld gazdasága feltörekvő piacgazdaság, a külföldi befektetések felé nyitott, exportorientált politikát folytat. A 69 milliós lakosságú délkelet-ázsiai ország regionális viszonylatban fejlett infrastruktúrával rendelkezik, azonban ennek ellenére a területi különbségek továbbra is hatalmasak. Thaiföld hivatalos fizetőeszköze a bát, amely jelenlegi 0,38%-os inflációjával stabil pénznemnek számít és a tizedik leggyakrabban használt fizetőeszköz a világon. A gazdaság legfontosabb ágazatai a bányászat, a rizstermesztés, az elektronikai ipar és a turizmus. Az ország későn iparosodott, de az 1980-as évektől kezdődően a nagymértékű japán és amerikai befektetéseknek köszönhetően évi átlagosan 9%-os növekedéssel a délkelet-ázsiai országok élvonalába került. Az 1997-es pénzügyi válság hatására sokáig stagnált a gazdaság, ehhez hozzájárult a 2000-es évek belpolitikai bizonytalansága, amely elriasztotta a befektetőket. A 2008-as világgazdasági válság súlyos depresszióba sodorta az országot, de ezt követően sikerült újból növekedési pályára állnia. A 2020-as koronavírusjárvány miatt jelenleg újabb nagy visszaesésre lehet számítani.

## Történet

### Iparosodás előtt
A Thaiföldi Királyság, korábbi nevén Sziám már az ókortól kezdve aktív csomópontja volt a Perzsia, Arábia, India, valamint Kína között zajló kereskedelemnek. Ennek a gazdasági folyamatnak köszönhette virágzását a a területen a 14.században létrejött Ajuthajá Királyság is. A  politikailag független Sziám a 19.századra erős kínai gazdasági befolyás alá került, ekkor telepedett le sok kereskedő is az országban, akiknek utódai napjainkig a helyi kínai származású kisebbség magját alkotják. Ezzel párhuzamosan az európai és amerikai kereskedők is jogosultságot nyertek gazdasági tevékenységek folytatására az országban. A thai gazdaság súlyos károkat szenvedett a második világháború után, helyreállításában fontos szerepet játszott, hogy megindult a nagyarányú rizsexport Európába.

### Iparosodás után
1985-től kezdődően a politikai stabilitás és az olcsó munkaerő vonzani kezdte a japán és amerikai befektetőket, amit egy rendkívül gyorsan végrehajtott exportorientált iparosítás követett. Az 1997-es ázsiai pénzügyi válság  jelentősen visszavetette a fejlődést, a bát értékének csaknem felét elvesztette néhány hónap alatt. A nemzetközi befektetők, akik nem mentek csődbe, menekültek az országból. Thaiföld végül 17.2 milliárd $ IMF hitelhez folyamodott, amelynek segítségével sikerült ismét növekedési pályára állítani a gazdaságot. A gazdasági válság következményeként a regnáló politikai elit elveszítette népszerűségét és a 2001-es választásokon a populista Thakszin Csinavat által vezetett Thai Párt aratott győzelmet. 2004 decemberében hatalmas szökőár sújtotta a partvidéki területeket, földig rombolva számos népszerű üdülőhelyet több ezer áldozatot szedve. A 2005-ös parlamenti választásokon ismét Csinavat győzött, azonban 2006 szeptemberében Szurajud Csulanon tábornok  katonai puccsal megbuktatta és a felálló ideiglenes katonai kormányzatot a király is jóváhagyta. A Szinavatra által alapított párt továbbra is fönnmaradt,  a 2019-es országgyűlési választáson is ők arattak győzelmet. A gazdaság egészen 2020-ig stabilan növekedett.

### Koronavírus járvány
A 2020-as COVID-19 járvány elsősorban a turizmust és a feldolgozóipart érinti negatívan, az előrejelzések szerint 5-8,9%-kal fog csökkenni a thai gazdaság az év végéig. A pandémia negatív hozadéka továbbá, hogy a nagyarányú elbocsátások következtében növekedésnek indult a hagyományosan alacsony munkanélküliségi ráta.

## Külkereskedelem
Thaiföld 2019-ben 224,6 milliárd dollár értékben exportált árukat a világ többi országába, ami kis csökkenést jelent a 2018-as adathoz képest. Az ország legfontosabb kereskedelmi partnerének szerepét az utóbbi évtizedben Kína vette át, de az Amerikai Egyesült Államokat továbbra is szoros kapcsolatok fűzik a Thai Királysághoz. A 2008-as gazdasági válság után az ország gazdaságának sikerült betörnie új piacokra elsősorban a Távol-Keleten, így tudta fenntartani stabil növekedését. 2005 óta fontos ágazattá nőtte ki magát az autóipar, számos nagy Toyota, Nissan és Isuzu gyár található az országban. Jelenleg évente több mint egymillió gépjárművet gyártanak le Thaiföldön, ezzel a világ 10 legnagyobb autó exportőre között van. További fontos exportcikkei a trópusi faanyag és a különböző elektronikai eszközök.
A Thaiföld határain belül található kisméretű kőolajkészlet fokozatos kitermelésének ellenére az ország továbbra is behozatalra szorul üzemanyagból, valamint vasból és acélból is. Az import értéke 2019-ben 239.9 milliárd $-ra rúgott.

## Ásványkincsek
Thaiföld számos gazdag és változatos ásványkincslelőhellyel rendelkezik. Az ország a csökkenő kitermelési tendencia ellenére továbbra is a világ harmadik legnagyobb óntermelője, volfrámexportja pedig a második legnagyobb a világon. Számottevő készletek találhatóak továbbá uránból, magnéziumból, fluorból, antimonból, tantalinból, lignitből és kálisóból is. Természeti kincsei közül említésre méltó még az ország drágakővagyona, nagy mennyiségben bányásznak zafírt, rubint és topázt. A thai kőolajvagyon kiaknázása 1981-ben kezdődött el, legfőbb célja nem az export, hanem az ország energiafüggőségének csökkentése.

## Mezőgazdaság
Csökkenő szerepe ellenére a  a mezőgazdaság továbbra is fontos  ágazat, a nemzeti össztermék 12%-át teszi ki és a lakosság majdnem felét, mintegy 40%-át foglalkoztatja. A megművelt földterület  körülbelül 22 millió ha, az ország területének 42,8%-a. A termőterület több mint felén a legfontosabb helyi élelmiszernövényt, a rizst termesztik, amelyből nagy mennyiségben exportálnak is a világ többi országába. A maradék területen maniókát, cukornádat, kukoricát, édesburgonyát, banánt, ananászt és gyapotot is termesztenek.  A földbirtokok rendkívül elaprózottak, egy átlagos  földtulajdon alig 3.15 ha. Az újfajta technológiáknak köszönhetően az elmúlt évtizedben jelentősen megnőttek a termésátlagok, kisebb csapást jelentenek az aszályos időszakok a termésre. A halászat és az állattenyésztés az utóbbi években jelentősen veszített szerepéből, a legfontosabb háziállatok a szarvasmarha és a bivaly. Jövedelmező gazdasági ágazat a fakitermelés, a thai esőerdők gazdagak keményfákban, valamint a különösen értékes, főleg bútordarabok készítéséhez felhasznált tikfában. A mértéktelen erdőirtások ugyanakkor súlyosan megterhelik az ország ökoszisztémáját.

## Ipar
Az 1980-as években beáramló külföldi tőke segítségével Thaiföld sikeresen fejlesztette jelentőssé és sokszinűvé iparát, ennek köszönheti a ,,Délkelet-Ázsia Detroitja''  jelzőt. Ez az ágazat jelenleg az ország GDP-jének 39.2%-át teszi ki és a lakosság 20%-a dolgozik a szektorban. A 2000-es évek elejétől innovációs forradalom kezdődött el, ennek köszönhető, hogy a thai elektronikai iparba (számítógépek, chipek, integrált áramkörök gyártása), valamint az autóiparba hatalmas méretű japán és amerikai tőkeberuházások érkeztek. Ezzel párhuzamosan megindult a helyi nyersanyag-kitermelésre épülő bútor és műanyagipar rohamos fejlődése is. Ezeknek az iparágaknak a termékei képezik a mezőgazdasági áruk mellett a thai gazdaság legfontosabb exportcikkeit. A thai gazdaság húzóágazataiként tartják még számon az építőanyag-gyártást, az élelmiszergyártást és a ruházati szektort.

## Turizmus

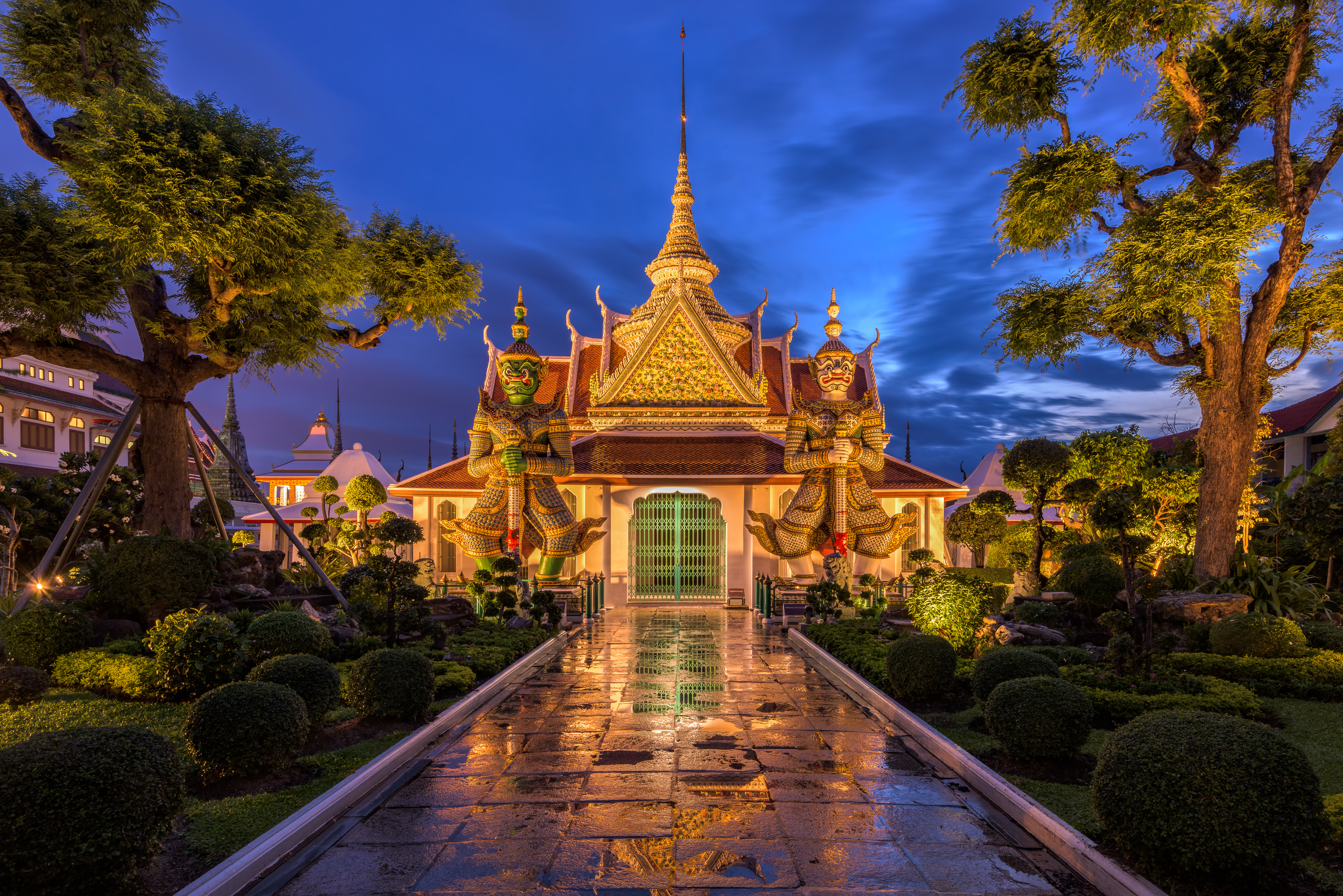
Wat Anun kedvelt turistalátványosság Bangkokban.

Thaiföld gazdaságának egyik legfontosabb alappillére a turizmus, a buddhista építészet műemlékei, a természeti tájak, tengerpartok és az autentikus helyi kultúra évente mintegy 8,3 millió turistát vonzzanak. A látogatók legnagyobb része Kínából és Indiából utazik ide, a nyugati országokból legtöbben oroszok és britek érkeznek. Az ország egyik leggyorsabban bővülő ágazata, de a COVID-19 járvány súlyos hatással lehet rá.